# 朴禎賢
朴 禎賢（パク チョンヒョン、Pak Chong Hyon、박정현、1969年 - ）は、テコンドー国際師範、国際審判員。ITF跆拳道7段、師賢（サヒョン）。日本大阪生まれの在日韓国人三世。テコンドー四天王の一人で選手時代には『難波の核弾頭』の異名を持つ。2007年国際跆拳道連盟（ITF）競技委員に任命（日本初）され、2016年よりアジア跆拳道連盟（ATF）EBメンバーとなる。日本国際テコンドー協会（ITF-JAPAN）を支える古参のマスターで、泰山武芸研究所所長、朴東洋武道学院 院長。1999年に正統跆拳道を修錬するテコンドー・ファラン朴武館を創立し、名誉会長、最高技術顧問を担う。世界のテコンドー界では「Master Pak（マスター・パク）」、「Pak Sahyun(パク・サヒョン)」の愛称で呼ばれている。

## プロフィール
- 1977年春 - 8歳の頃、父の薦めにより武道を学び始める。
- 1988年4月 - 日本国際テコンドー協会 黄進（ファン・ジン）首席師範（現 師聖九段）に師事し跆拳道を学ぶ。
- 1994年 - 1998年 - 跆拳道創始者崔泓熙（チェ・ホンヒ）総裁来日の際に通訳を務める。また崔泓熙総裁テレビ・雑誌出演の取材対応を務める。
- 1994年 - 1997年 - 広告代理店（株）アートン・テコンドー事業部勤務。テコンドー全国展開のための『テコンドー通信スクール』を軸としたテコンドー・プロモーション事業に携わる。テレビ、雑誌などマスコミへのアプローチや、テコンドー教本とビデオ、テキスト製作を担当する。
- 1996年 - 『テコンドー通信スクール』を軸に、テコンドー道場クラブ設立を目的とした、北海道、九州、東北地方など全国のテコンドーの技術普及を担当。
- 1998年9月 - ITF4段昇段。『国際師範』、『国際審判員A級』資格取得。世界テコンドー選手権大会やアジア・テコンドー選手権大会で日本テコンドー代表選手団（ITF-JAPAN）および在日本高麗跆拳道連盟代表選手団（K.T.F.J.）団長、監督等を歴任。
- 1999年1月-正統跆拳道を修錬するテコンドー・ファラン朴武館の前身の「テコンドー・ファラン朴道場」を創立、初代代表を務める。
- 2000年 - 日本国際テコンドー協会 審判委員会 副委員長に任命される。
- 2001年 - ITF世界跆拳道選手権大会 国際審判員、国際技術セミナーなどで活動。
- 2008年1月 - 国際跆拳道連盟ITF6段昇段。
- 2008年1月 - 泰山（テサン）武芸研究所（TAESAN Martial arts Center）設立（母体は2000年に開設されたファラン武道研究会）所長就任。
- 2008年12月 - 国際跆拳道連盟（ITF、本部：オーストリア・ウィーン）の張雄（チャン・ウン）総裁より『ITF競技委員』に任命される。（日本初）※競技委員は、主にITF世界大会、国際大会の運営に携わる。
- 2009年11月 - 韓国伝統武芸の世界韓武道協会（ハンムドー／World Han Mu Do Association）本部道場（アメリカ・ニューオリンズ）にて韓武道2段昇段。
- 2011年3月 - 東日本大震災ファラン朴道場被災者支援委員会 委員長として、被災者支援活動を行う。
- 2011年8月 - 東京のニューインターナショナルスクール（NEW IS）・テコンドーTeacherを務め、社会性ある教育者としての武道テコンドー師範を目指す。
- 2013年10月 - 朴東洋武道学院（PARK Oriental Martial art Center）設立、院長就任。
- 2013年11月 - テコンドー・ファラン朴武館本部道場設立（埼玉県戸田市）。
- 2014年12月 - ファラン朴武館設立15周年記念会で、テコンドー・ファラン朴武館会長就任。
- 2015年9月 - テコンドー創立60周年、ファラン朴武館設立15周年を記念して記念誌 書籍跆拳道（テコンドー）を執筆。
- 2016年3月 - アジア・テコンドー連盟（ATF）より『ATF理事（EBメンバー）』に任命される。
- 2017年3月 -『DVD朴禎賢テコンドー入門』で正統跆拳道、日本テコンドーの歴史、技術などを紹介。
- 2019年8月 - 国際跆拳道連盟ITF7段昇段。師賢（サヒョン）・Masterに任命される。ITF国際跆拳道連盟が主催するブルガリアでのMaster昇段審査にて、同僚の黄秀一師賢と共に、ITF跆拳道七段昇段。ITF国際跆拳道連盟（本部：オーストリア・ウィーン）傘下の日本でのマスターは8人目。ITF最高のグランド・マスター3名、即ちITF審判委員長 GM Leong Wai Meng9段、ITF競技委員長 GM Kim UnChol 9段、ITF技術委員長 GM Hwang HoYoung 9段が審査官として立ち合い昇段審査が行われた。
- 2020年3月-テコンドー・ファラン朴武館　名誉会長、最高技術顧問に就任。
- 2024年4月-高麗若光の会主催「高円宮妃久子殿下を囲む会」（於 目黒雅叙園）にて、朴武館師範・指導者15名と共に正統跆拳道を披露。朴禎賢師賢は、最高段位トゥルのトンイル・トゥルを披露する。
- 2025年6月-道場コンサル×hacomono 共催セミナーで、全国初WEB講演。タイトル「道場の指導者に求められる本当の価値とは？-36道場を束ねる朴禎賢師範が語る、“志”から始まる道場運営-」

## 戦歴
- 1989年 - 第1回関東学生テコンドー選手権大会（現全日本学生大会）2部無差別級優勝
- 1989年 - 府中市民秋季大会 テコンドー競技 軽量級優勝
- 1990年 - 第1回全日本テコンドー選手権大会（東京府中市総合体育館）マッソギ・マイクロ級（-54㎏）準優勝
- 1990年 - ITF第7回世界テコンドー選手権大会（カナダ・モントリオール）マッソギ・マイクロ級（-54㎏）出場
- 1990年 - 第2回関東学生テコンドー選手権大会1部ライト級（-63㎏）準優勝（黄秀一と決勝戦）
- 1991年 - 第2回全日本テコンドー選手権大会 マッソギ・マイクロ級優勝、トゥル1段優勝、最優秀選手賞（日本初）
- 1992年 - 第3回全日本テコンドー選手権大会 マッソギ・マイクロ級優勝、トゥル1段優勝。
- 1992年 - ITF第8回世界テコンドー選手権大会（朝鮮・ピョンヤン）マッソギ・マイクロ級出場
- 1993年 - 第4回全日本テコンドー選手権大会（国立代々木競技場第2体育館）マッソギ・マイクロ級（-54㎏）準優勝、トゥル2段優勝
- 1994年 - 第5回全日本テコンドー選手権大会 マッソギ・ライト級（-63㎏）優勝、トゥル2段優勝
- 1994年 - ITF第9回世界テコンドー選手権大会（マレーシア・クアラルンプール）マッソギ・ライト級（-63㎏）出場、トゥル3段出場
- 1995年 - 第6回全日本テコンドー選手権大会（国立代々木競技場第2体育館）マッソギ・ライト級（-63㎏）準優勝、トゥル3段第3位
- 1996年 - 第7回全日本テコンドー選手権大会（国立代々木競技場第2体育館）マッソギ・ヘビー級（＋71㎏）第3位、トゥル3段準優勝
- 1997年 - 第8回全日本テコンドー選手権大会（国立代々木競技場第2体育館）マッソギ・ミドル級（-71㎏）準優勝、トゥル3段準優勝
- 1997年 - ITF第10回世界テコンドー選手権大会（ロシア・サンクトペテルブルク）トゥル3段出場、団体戦出場、チームキャプテン。
- 1999年 - ITF第11回世界テコンドー選手権大会（アルゼンチン・ブエノスアイレス、マルデルプラータ、ロサリオ）団体トゥル準優勝、監督兼選手を兼任。
- 2010年 - ITF第4回世界ベテラン・テコンドー選手権大会（ベラルーシ・ミンスク）トゥル6段準優勝。
- 2012年 - ITF第5回世界ベテラン・テコンドー選手権大会（エストニア・タリン）トゥル6段準優勝、マッソギ-64㎏優勝、団体トゥル優勝。
- 2014年 - ITF第6回世界ベテラン・テコンドー選手権大会（タジキスタン・ドゥシャンベ）トゥル6段優勝、マッソギ-64㎏準優勝、団体トゥル準優勝、団体パワー第3位。
- 2016年9月 - ITF第7回世界ベテラン・テコンドー選手権大会（イタリア・アンドリア、59ヶ国参加）トゥル6段優勝、団体トゥル優勝。
- 2018年8月 - ITF第8回世界ベテラン・テコンドー選手権大会（ベラルーシ・ミンスク、55ヶ国参加）トゥル6段優勝（三連覇）、団体トゥル優勝、団体マッソギ第3位、最優秀選手賞（MVP）受賞。

## 伝統文化・伝統武芸事業
- 2008年11月、『第1回日韓伝統武芸人交流会（韓国・ソウル、日本代表団団長 岩本明義）』の事務局長を務める。韓国伝統武芸総連盟9団体が参加。日韓武芸・武道人の友好親善に尽力。
- 2010年10月 - 第8回韓国伝統武芸大演武会（韓国・慶州骨窟寺）にて演武出演。
- 2010年11月、『第2回日韓伝統武芸人交流会2010（さいたま市、代表 岩本明義）』の実行委員長を務める。「高麗神社1300年記念祭」にて、韓国伝統武芸総連盟テッキョン、二十四般武芸とともに、テコンドーの奉納演武を行う。
- 2012年2月 - 『高麗若光の会』（名誉会長：高麗神社第60代高麗文康宮司）の事務局次長就任。日本とコリアの友好親善に尽力。
- 2014年6月 - 『第11回渡来人の里講演会』（主催：埼玉県日高市・高麗郡建郡1300年事業委員会）講演を行った薩摩焼宗家第15代沈寿官、協力の高麗神社・第60代宮司高麗文康を補佐、文化事業に貢献。
- 2014年6月 - 『第3回日韓伝統武芸人交流会 in 韓国ソウル・忠州（日本親善武道団 団長 岩本明義）』の日本事務総長として、日韓武道人の武芸文化交流、友好親善に尽力。ソウル国会議員会館、忠州テッキョン伝授館で正統テコンドー演武『統一トゥル』を披露。日本は空手道、合気道、泰山武芸研究所ほか六団体、韓国は気天門、テッキョン（重要無形文化財第76号）、二十四般武芸、禅武道など伝統武芸十団体が参加。
- 2016年5月 - 『第4回日韓伝統武芸人交流会2016（さいたま市、代表 岩本明義）』の実行委員長を務め日本の武道7団体と韓国武道9団体と武道を通しての交流会を開催。
- 2014年6月 - 『第5回日韓伝統武芸人交流会 in 韓国慶州（日本親善武道団 団長 和田光二）』の日本事務総長として、日韓武道人の武芸文化交流、友好親善に尽力。慶州　骨窟寺で正統跆拳道武『統一トゥル』を披露。日本空手道、合気道、泰山武芸研究所から5団体、韓国は気天門、テッキョン（重要無形文化財第76号）、二十四般武芸、禅武道など伝統武芸7団体が参加。
- 2018年10月 - 『第5回日韓伝統武芸人交流会 in 韓国慶州骨窟寺（日本親善武道団 団長 岩本明義）』の日本側事務総長として、日韓武道人の武芸文化交流、友好親善に尽力。自らITF跆拳道花郎朴武館を率い正統テコンドーの『統一トゥル』を披露。日本より空手道、合気道、泰山武芸研究所ほか六団体、韓国より気天門、テッキョン（重要無形文化財第76号）、二十四般武芸、禅武道、特攻武術など伝統武芸7団体が参加。
- 2024年11月-　『第6回日韓伝統武芸人交流会 in 韓国慶州骨窟寺（日本親善武道団 団長 岩本明義、副団長 山本喜三郎）』の日本側事務総長として、日韓武道人の武芸文化交流、友好親善に尽力する。日本より空手道、合気道、跆拳道朴武館、泰山武芸研究所ほか団体、韓国より気天門、テッキョン（重要無形文化財第76号）、二十四般武芸、禅武道、特攻武術など伝統武芸10団体が参加。

## 講演経歴
- 2014年1月 - 早稲田大学文学部にて、特別講義。タイトル『韓国文化と武道テコンドー』。
- 2014年10月 - 韓国慶旼大学 テコンドー外交科（議政府市）にて講演実技。五十名。タイトル『21世紀の武芸人を志向して』。
- 2025年6月-道場コンサル×hacomono 共催セミナーで、全国初WEB講演。タイトル「道場の指導者に求められる本当の価値とは？-36道場を束ねる朴禎賢師範が語る、“志”から始まる道場運営-」

## 主な審判経歴
- 2000年10月 - 第1回アジア大会（日本・東京、15カ国参加）大会競技委員・国際審判員
- 2001年 - ITF第12回世界大会（イタリア・リミニ）国際審判員（副審／主審）
- 2002年7月 - 第2回アジア大会（モンゴル・ウランバートル、10カ国参加）国際審判員
- 2003年 - ITF第13回世界大会（ギリシャ・テッサロニキ）国際審判員（副審／主審）
- 2005年7月 - ITF第14回世界大会（オーストラリア・サンシャインコースト、55カ国参加）国際審判員（決勝戦 主審）
- 2006年7月 - 第4回アジア大会（カザフスタン・アルマトイ、18カ国参加）国際審判員
- 2006年7月 - 第6回ジュニア世界大会（ブルガリア・ソフィア）国際審判員（副審／主審）
- 2007年4月 - ITF第15回世界大会（スロベニア・ブレッド）国際審判員（決勝戦 主審）
- 2007年10月 - 第2回ITF中国国際大会（中国・北京市）審判委員長
- 2008年9月 - 第8回世界ジュニア大会／第3回世界ベテラン大会（ウズベキスタン・タシケント、60カ国参加）国際審判員（決勝戦 主審）
- 2009年10月 - ITF第16回世界大会（ロシア・サンクトペテルブルク）大会競技委員会委員 兼 国際審判員（決勝戦 主審）。世界大会最優秀審判員（THE BEST UMPIRE OF THE TOURNAMENT）に輝く。
- 2010年4月 - 第5回アジア大会（カザフスタン・アルマトイ）国際審判員
- 2010年8月 - 第4回世界ベテラン・テコンドー選手権大会 大会競技委員会委員（ベラルーシー・ミンスク）、国際審判員
- 2010年12月 - 第22回全日本学生テコンドー選手権大会（東京・農工大学府中キャンパス）審判委員長
- 2011年9月 - ITF第17回世界大会（朝鮮・ピョンヤン、83カ国参加）大会競技委員会委員、国際審判員（決勝戦 主審）
- 2012年4月 - 第6回アジア大会（タジキスタン・ドゥシャンベ）国際審判員（決勝戦 主審）
- 2012年8月 - 第10回世界ジュニア大会（エストニア・タリン）国際審判員（決勝戦 主審）
- 2014年2月 - 第25回全日本テコンドー大会（東京・国立代々木競技場）審判委員（決勝戦 主審）
- 2014年4月 - 第7回アジア大会（ネパール・カトマンズ、19カ国参加）国際審判員（決勝戦 主審）
- 2015年2月 - 第26回全日本テコンドー大会（東京・国立代々木競技場）審判委員、統括員（決勝戦 主審）
- 2016年3月 - 第8回アジア大会（カザフスタン・アルマトイ）国際審判員（決勝戦 主審）
- 2018年5月 - 第9回アジア大会（モンゴル・ウランバートル、19カ国、選手500名）国際審判員（決勝戦 主審）

## 主な海外試合役員経歴
- 1998年11月 - ノースアメリカン・チャンピオンシップ（カナダ・オタワ、出場選手800名）日本選手団 監督兼総務
- 1999年9月 - ITF第11回世界跆拳道選手権大会（アルゼンチン・ブエノスアイレス）在日高麗選手団（KTFJ）監督兼総務
- 2000年8月 - ITF第5回ジュニア世界跆拳道選手権大会（朝鮮・ピョンヤン）日本選手団 監督
- 2001年7月 - ITF第12回世界跆拳道選手権大会（イタリア・リミニ）日本選手団 総務
- 2002年6月 - ITF第2回アジア跆拳道選手権大会（モンゴル・ウランバートル、10カ国参加）日本選手団 総務兼コーチ
- 2003年 - ITF第13回世界跆拳道選手権大会（ギリシャ・テッサロニキ）日本選手団 総務
- 2005年7月 - ITF第14回世界跆拳道選手権大会（オーストラリア・サンシャインコースト）日本選手団 総務
- 2007年4月 - ITF第15回世界跆拳道選手権大会（スロベニア・ブレッド）日本選手団 総務
- 2007年10月 - 第2回ITF中国国際跆拳道大会（中国・北京市）日本選手団 団長
- 2008年8月 - ITF第1回全韓国跆拳道選手権大会（韓国・大邱市、5カ国参加）日本選手団 団長
- 2008年9月 - ITF第8回ジュニア跆拳道世界大会／第3回ベテラン世界跆拳道大会（ウズベキスタン・タシケント、60カ国参加）日本選手団 団長
- 2009年10月 - ITF第16回世界跆拳道選手権大会（ロシア・サンクトペテルブルク）日本選手団 副団長
- 2010年4月 - ITF第5回アジア跆拳道選手権大会（カザフスタン・アルマトイ）日本選手団 団長
- 2010年8月 - ITF第4回ベテラン世界跆拳道選手権大会（ベラルーシ・ミンスク、65カ国、600名参加）大会競技委員会委員兼選手
- 2011年9月 - ITF第17回世界跆拳道選手権大会（朝鮮・平壌）競技委員／日本（JAPAN）・兼在日本高麗跆拳道連盟（KTFJ）代表
- 2012年4月 - ITF第6回アジア跆拳道選手権大会（タジキスタン・ドゥシャンベ、19カ国参加）大会競技委員会委員
- 2012年8月 - ITF第5回ベテラン世界跆拳道選手権大会（エストニア・タリン、65カ国、600名参加）大会競技委員会委員兼選手
- 2014年4月 - ITF第7回アジア跆拳道選手権大会（ネパール・カトマンズ、19カ国参加）日本選手団団長
- 2015年8月 - ITF第19回世界跆拳道選手権大会（ブルガリア・プロブディフ、85カ国参加）世界大会ITF競技委員会委員
- 2016年3月 - ITF第8回アジア跆拳道選手権大会（カザフスタン、20カ国参加）日本選手団団長兼大会役員・ITF競技委員、審判員
- 2018年7月 - ITF第5回中国北京跆拳道選手権大会（北京市,選手1,300名参加）大会役員
- 2019年8月 - ITF第21回世界跆拳道選手権大会（ブルガリア・プロブディフ、70カ国、900名参加）ITF大会競技委員会メンバー
- 2023年8月 - ITF第22回世界跆拳道選手権大会（カザフスタン・アスタナ、60カ国、950名参加）ITF大会競技委員会メンバー

## 指導道場（傘下道場）
テコンドー・ファラン朴武館指導。
- 東京都：荒川道場、新宿道場、中目黒道場、世田谷道場、舎人道場、ニューインターナショナルスクール（NEW IS）、阿佐ヶ谷道場、足立伊興道場、東京大学、板橋道場、世田谷駒沢道場
- 埼玉県：朝霞道場、鴻巣道場、越谷道場、宮原道場、北本道場、上尾道場、戸田道場、浦和道場、北越谷道場、東松山道場、日進道場、所沢道場、南浦和道場、大宮道場、北浦和道場
- 神奈川県：川崎道場、横浜道場、川崎田島道場
- 群馬県：高崎道場、前橋道場、高崎観音山道場
- 愛知県：名古屋道場、名古屋赤池道場
- 三重県：鈴鹿道場　四日市教室
- 大学・学校：ニューインターナショナル・スクールテコンドー教室、東京大学テコンドー部ほか

## 主なテコンドー演武（デモンストレーション）の経歴
- 1998年4月 - 薩摩焼宗家第14代沈壽官が主催した「薩摩焼四百年祭（鹿児島県日置郡美山）」にて、『忠武（チュンム）トゥル』演武。
- 1998年11月 - ノースアメリカン・チャンピオンシップ（カナダ・オタワ）創始者崔泓熙総裁の前で『淵蓋（ヨンゲ）トゥル』を披露。
- 2000年10月 - 第1回アジア跆拳道選手権大会（国立代々木競技場 第1体育館、15カ国参加）、十方割り、白煉瓦割り。
- 2002年6月 - 第2回アジア跆拳道選手権大会（モンゴル・ウランバートル、10カ国参加）『乙支（ウルチ）トゥル』を披露。
- 2003年11月 - 第1回メモリアル・カップ（カナダ・オタワ）
- 2004年8月 - 第7回関東大会／第5回東京都大会（東京府中市総合体育館）
- 2005年11月 - K-1 GRAND MAX2005＆HERO'S2005（韓国・ソウル市、国際師範黄秀一師範と）『統一（トンイル）トゥル』を披露。
- 2006年11月 - 下関市リトルプサンフェスタにて『忠武トゥル』を披露。
- 2007年10月 - 第2回ITF中国国際跆拳道大会（中国・北京市、5カ国参加）『西山トゥル』を披露。
- 2008年4月 - 第4回アジア跆拳道選手権大会（カザフスタン・アルマトイ、15カ国参加）『西山トゥル』を披露。
- 2008年8月 - ITF第1回全韓国跆拳道選手権大会（韓国・大邱市、5カ国参加）
- 2008年9月 - 第8回世界ジュニア跆拳道大会／第3回世界ベテラン跆拳道大会（ウズベキスタン・タシケント、60カ国参加）『統一トゥル』を披露。
- 2008年10月 - 第1回韓日伝統武芸人交流会2008にて、忠武トゥル、試し割りを披露（韓国・仁川市、日韓12団体が参加）
- 2009年6月 - 第1回韓国嶺南地区跆拳道大会（韓国・大邱市）『統一トゥル』を披露。
- 2009年6月 - サッカーJリーグ（さいたま市・さいたま市大宮公園サッカー場（NACK5スタジアム）、大宮アルディージャvsガンバ大阪戦）
- 2009年11月 - 世界韓武道協会 武道交流セミナー（アメリカ・ニューオリンズ）『乙支トゥル』を披露。
- 2009年11月 - 韓武道（ハンムドー）国際セミナー（アメリカ・ニューオリンズ）にて、『統一トゥル』、『乙支トゥル』を披露。
- 2009年12月 - 全韓国ITF跆拳道指導者セミナー（主催：社団法人大韓民国テコンドー協会）にて、ITFテコンドー『世宗トゥル』を披露。
- 2010年2月 - サッカーJリーグ（さいたま市・さいたま市大宮公園サッカー場（NACK5スタジアム）、大宮アルディージャvs韓国水原三星ブルーウィングス戦）
- 2010年3月 - 第21回全日本テコンドー選手権大会（国立代々木競技場第2体育館）での師範演武に出演。4人の師範（黄秀一6段、金一国5段、朴ソンファ5段）と共に『世宗トゥル』を披露。十方連続試し割り、ブロック割りを行う。
- 2010年4月 - 第2回世界武道演武会（韓国・昌寧市、7カ国参加）に黄秀一師範と共に『忠武トゥル、統一トゥル』を披露。
- 2010年4月 - 第5回アジア跆拳道選手権大会（カザフスタン・アルマトイ、13カ国参加）『統一トゥル』の実践・試し割りを披露。
- 2010年8月 - ITF第2回全韓国跆拳道選手権大会（韓国・仁川市）『統一トゥル、天地トゥル、檀君トゥル』、ブロック割りを披露。
- 2010年10月 - サッカーJリーグ（埼玉スタジアム2002、大宮アルディージャvs浦和レッズ戦、観客約3万名）
- 2010年10月 - 第8回韓国伝統武芸大演武会（韓国・慶州）にて『統一トゥル、花郎トゥル』を披露。
- 2010年11月 - 慶應義塾大学三田会空手部主催の「オール慶應祭（神奈川県日吉）」にて、朴禎祐師範、梅田達哉副師範と共に『三一トゥル』を披露。試し割りにティミョ・パンデ・トルリョチチャギ（跳び反対回し蹴り）を披露。
- 2010年11月 - 高麗神社1300年記念祭（埼玉県日高市）にて、国際師範黄秀一師範と共に『統一トゥル』を披露。
- 2010年11月 - 第2回日韓伝統武芸人交流会2010（さいたま市）にて『世宗トゥル』、白レンガ割りを披露。（テッキョン、二十四般武芸、空手、合気道など6団体参加）
- 2010年11月 - 薩摩焼宗家第15代沈壽官の推薦により、大韓航空就航20周年記念（鹿児島-ソウル定期便）韓国映画ウィーク・オープニングセレモニー（日韓親善協会主催、鹿児島・天文館マルヤガーデンズ）にて、黄秀一師範、朴禎祐師範、寺田宗史指導員と参加。『世宗トゥル』、ティミョ・パンデ・トルリョチチャギ（跳び反対回し蹴り）ブロック割りを披露。
- 2010年11月 - UGビジネスクラブ20周年記念祝賀会（東京・帝国ホテル）にて、黄秀一師範と『檀君トゥル』、『世宗トゥル』、試し割りにティミョ・180°トラヨプチャ・チルギ（180°回転跳び後ろ横蹴り）を披露。
- 2011年1月 - 「東京韓国商工会議所新春名刺交換会2011」（東京・シェラトン都ホテル）にて、黄秀一師範、朴禎祐師範たち他10名と『檀君トゥル』、『忠武トゥル』、『統一トゥル』、ブロックの試し割りを披露。
- 2011年5月 - 日本剛柔流空手道聖喜館本部道場設立記念会（滋賀県栗東市）にて、五方板割り、ブロックの割りを披露。
- 2011年8月 - 第8回さいたま市跆拳道選手権大会において、統一トゥル、ブロック割り、有段者約束組み手を披露。
- 2011年12月 - 第8回荒川区跆拳道選手権大会において、花郎トゥル、白レンガ割りを披露。共演にITF-AUSTRALIAの譚福志（Master TAM Fook Chee,タム・フッチー)師賢8段、全日本大会Sマイクロ級6連覇 船水健二副師範3段。
- 2012年4月 - 第6回アジア跆拳道選手権大会（タジキスタン・ドゥシャンベ、18カ国参加）にて日本選手団 友情特別演武出場。黄秀一と共に、『統一トゥル』披露。朴ソンファ師範5段、朴禎祐師範4段と共に『乙支トゥル』を披露。7方連続試し割りを行う。
- 2012年8月 - 第25回日本般若館空手道選手権大会（京都市・横大路体育館）にてテコンドー特別友情出演、演武を行う。共演朴禎祐師範、梅田副師範、大島勝指導員。
- 2013年12月 - 第10回荒川区跆拳道選手権大会において、圃隠トゥル分解、連続板割りを披露。共演に船水健二師範。
- 2014年2月 - 第25回全日本テコンドー選手権大会（国立代々木競技場第2体育館）において、ユシン・トゥルの団体分解演武を初披露。共演メンバーには、梅田達哉師範4段、朴禎祐師範4段、大矢英伸副師範3段、土屋稔副師範3段、大島勝副師範3段。
- 2014年4月 - ITF第7回アジア跆拳道選手権大会（ネパール・カトマンズ、19カ国参加）開会式において、朝鮮演武団と共に日本選手団演武が実現する。ユシン・トゥル型分解演武を世界に初披露。ユシン・トゥルの中にある1.受け技、2.攻撃技、3.決め技、4.投げ技、5.関節技、6.撃破、7.つかみ技、8.はずし技、9.避け技の9種目の技術を盛り込み多様多彩に構成された演武となる。朴禎賢師範6段と共演したメンバーは朴禎祐師範4段、田部勝巳師範4段、市川裕英師範4段。
- 2014年5月 - 高麗郡建郡1300年記念事業 神恩感謝祭「プレスパッセージ2014」（埼玉・高麗神社）にて、奉納演奏、奉納演武に友情出演。大島勝副師範3段と共に『忠武トゥル』、ティミョ・トラ・ヨプチャチルギ試割りを披露。奉納演奏など出演に田中泯、姜泰煥、大友良英、中村達也。
- 2014年6月 - 『第3回日韓伝統武芸人交流会 in 韓国ソウル・忠州（日本親善武道団 団長 岩本明義）』ソウル国会議員会館、忠州テッキョン伝授館にて正統テコンドー演武『統一トゥル』を披露。ソンカルによるブロック割り、ティミョ・パンデ・トルリョチャギによる板割りを行う。韓国十団体（総裁朴史奎）、日本六団体（団長・岩本明義）参加。
- 2014年10月 - 第12回伝統武芸大会（慶州骨窟寺）にて正統テコンドー演武『統一トゥル』を披露。ソンカルによるブロック割り、約束マッソギを行う。ほか韓国伝統武芸総連盟（総裁朴史奎）より十団体が演武に参加。
- 2015年2月 - 第26回全日本テコンドー選手権大会（主催：日本国際テコンドー協会、会場：国立代々木競技場第2体育館）師範演武において、手技による五方向連続威力撃破（オーバン・ヨンソク・ウィリョク・キョッパ）を行う。演武最後の約束組手からの試し割りでは、杉板十枚を破壊。
- 2015年5月 - ビジュアル系バンド デュエルジュエルのライブでボーカル隼人に招待され、テコンドー演武披露。ライブステージでのテコンドー演武披露は日本初。
- 2016年3月 - ITF第8回アジア跆拳道選手権大会（カザフスタン・アルマティ、20カ国参加）オープニングセレモニー・民族の武道祭典において、ITFテコンドー代表として演武を行う。その他武道として、サンボ、カポエイラ、忍術、合気道、極真空手、ウズベキスタン武術、WTFテコンドーなどが披露された。演武優秀賞受賞。
- 2019年-1998年 第9〜31回全日本テコンドー選手権大会（国立代々木競技場 第2体育館）師範演武に連続出演（第23,24回は休場）
- 2016年4月 - 高麗郡建郡1,300年記念祭にてITF跆拳道 演武総合司会を担当。著名な記念祭には高円宮妃、馳浩文部科学大臣、柳韓国大使館大使など来賓が観戦。
- 2017年9月 - 2020年東京五輪、2018年平昌冬季五輪の成功を祈念した浜離宮朝日ホールでのガラコンサート「海を越えて」二部オープニングでITFテコンドー、空手道との初コラボレーション演武披露。
- 2018年4月 - 第29回全日本テコンドー選手権大会（千葉ポートアリーナ）師範演武で厚さ5cmや7cmの板（松）をアプチュモク（正拳）とヨプチャチルギ（横突き蹴り）で撃破する演武を初披露。演武で厚さ7cmの板（松）を割ったのは日本初。
- 2018年7月 - ITF中国第5回中国北京跆拳道選手権大会（北京市）開会式典 師範演武出演。トンイル・トゥル（統一の型）、ファラン・トゥル（花郎の型）、試し割り。
- 2019年3月 - 第30回全日本テコンドー選手権大会（駒沢競技場）師範演武で厚さ7cmの松板をソンカル・ネリョテリギ（手刀打ち）で撃破する演武を披露。
- 2023年2月　第34回全日本テコンドー選手権大会（国立代々木競技場第二体育館）師範演武で4段トゥル分解を披露。
- 2023年11月 - 下関市リトルプサンフェスタにて韓国国家演武団イチャンミン師範(WT５段）と約束組手を披露。また、ITF正統跆拳道『檀君トゥル』を小倉道場　森松裕也師範、稽古生たちと披露。

## 技術セミナー指導歴
- 2007年11月 - ITF-KOREA第1回韓国全国指導者セミナー技術指導。朴禎祐師範、許智成副師範と共に行う。（主催：ITF-KOREA、会場:韓国陽平市）
- 2008年12月 - 正統テコンドーセミナー『百折不屈2008』技術指導。（主催：荒川区テコンドー協会、ファラン朴道場東京荒川道場）
- 2009年12月 - ITF-KOREA第2回韓国全国指導者セミナー技術指導。（主催：ITF-KOREA、韓国大田市）
- 2009年12月 - 正統テコンドーセミナー『百折不屈2009』技術指導。（主催：荒川区テコンドー協会、テコンドー・ファラン朴武館東京荒川道場）
- 2010年10月 - ITF-KOREA韓国指導者セミナー技術指導。（主催：ITF-KOREA、韓国ソウル市）
- 2010年12月 - 正統テコンドーセミナー『百折不屈2010』技術指導。（主催：テコンドー・ファラン朴武館有段者技術研究会）
- 2011年4月 - 韓国での「2011年正統武道ITFテコンドー・セミナー」技術指導。（主催：ITF-KOREA、韓国大邱市）
- 2011年8月 - 韓国での「2011年正統武道ITFテコンドー・セミナー」技術指導。（主催：ITF-KOREA、韓国大邱市）
- 2011年12月 - 正統テコンドーセミナー『百折不屈2011』技術指導。（主催：ファラン朴武館 有段者技術研究会）
- 2014年12月 - 正統テコンドーセミナー『百折不屈2014』技術指導。（主催：ファラン朴武館 正統テコンドー普及振興会）
- 2018年6月 - 韓国ITF-KOREA主催済州島での「2018年正統武道ITFテコンドー・セミナー」技術指導。（主催：ITF-KOREA、韓国済州島済州市）
- 2019年1月- 第82回テコンドー・ファラン朴武館 有段者技術研究会 技術指導。（主催：ファラン朴武館 有段者技術研究会）
- 2019年7月 - 韓国ITF-KOREA主催大邱市での「2019年正統武道ITFテコンドー・セミナー」技術指導。（主催：ITF-KOREA、韓国大邱市）
- 2020年12月- 第100回テコンドー・ファラン朴武館 有段者技術研究会 技術指導。（主催：ファラン朴武館 有段者技術研究会）
- 2021年7月 - 第100回テコンドー・ファラン朴武館 深夜稽古会 技術指導。（主催：ファラン朴武館）
- 2023年8月- 韓国慶尚南道 統営市が主催した「李舜臣将軍　閑山大捷勝利記念行事」で正統跆拳道「忠武トゥル」「統一トゥル」を披露
- 2023年12月- 第120回テコンドー・ファラン朴武館 有段者技術研究会 技術指導。（主催：ファラン朴武館 有段者技術研究会）

## 著名人指導経歴
- 2007年-2017年 歌手GACKTにテコンドーを指導。2009年1段昇段。2012年2段昇段。
- 2007年-2013年 ダンサーMARK（MARK DANCE SCHOOL代表）、元ZOOメンバーにテコンドーを指導。2011年12月1段昇段。
- 2008年-2019年 歌手隼人（DuelJewel、ヴォーカル）に跆拳道を指導。2011年12月1段昇段、2016年2段昇段。現在、稽古継続中。
- 2009年-2016年 俳優井上正大にテコンドーを指導。井上正大は、2014年2月公開した日本初テコンドー映画「テコンドー魂」に主演。2014年9月1段昇段。
- 2012年-女優　松嶋菜々子さんテコンドー稽古指導。
- 2009年-弁当研究家桜井奈々さん指導。2019年テコンドー1段昇段。
- 2016年-2019年 俳優 吉本輝海に跆拳道指導。現 跆拳道1段、黒帯。

## 身辺警護経歴
- 1994年 - 基礎データー研究所所長 全鎮植（ジョン・ジンシク） 身辺警護。「さくらグループわいわいがやがやの会」東京ドームホテルにて。
- 2006年 - 韓国俳優チャン・ドンゴン身辺警護。（パーク・ハイアットホテル）
- 2006年 - 韓国俳優ウォンビン身辺警護。「ホワイト・クリスマス」（横浜プリンスホテル）

## テレビ出演
- 1995年 - 「サムライ・華麗なるテコンドー！」（CS放送）レギュラー出演。
- 1997年 - 「入門サムライ道場」テコンドー初級編・中級編（CS）レギュラー出演。
- 1997年 -  たけし軍団「ガンバルマン！」テコンドー編　指導。
- 2013年 - 「バナナマン　テコンドーに挑戦」指導。
- 2012年 - 「先輩ROCK　YOU」歌手GACKTさんと跆拳道師範としてゲスト出演。
- 2020年 - 「ジャンクSPORTS」歌手GACKTさんに跆拳道を指導。
- 2020年 - 乃木坂46「早川聖来さんテコンドーチャレンジ」指導。
- 2022年 - 「不夜城はなぜ回る」テコンドー編で戸田道場深夜稽古指導を紹介。
- 2023年 - 「沸騰ワード10」「山本千尋さんテコンドーに挑戦」跆拳道師範として出演。

## 書籍、雑誌、DVD
- 書籍「跳ぶ、打つ、蹴る、テコンドー」（福昌堂） 1993年
- 雑誌「明星」（集英社）俳優・小栗旬「テコンドーで鉄魂道を学ぶ」稽古指導。2001年6月
- 書籍「テコンドー」（愛隆堂） 2001年
- 書籍「テコンドーバイブル」（愛隆堂） 2003年
- DVD「ITFテコンドートゥル」（MOOTO） 2006年
- 書籍「型を身につけるテコンドー」（愛隆堂） 2007年
- 雑誌「スッカラ」Vol.75 Korean Links Vol.50（スッカラ） 2012年4月
- 書籍「TAEKWONDO history」（アメリカ）2013年8月
- 雑誌「月刊空手道」VOL.534 『テコンドーファラン朴武館 新設記念 武道交流会2014』（福昌堂） 2014年
- 書籍 テコンドー・ファラン朴武館15周年記念誌「跆拳道（テコンドー）」（チャンプ）2015年9月
- DVD「朴禎賢テコンドー入門」（株式会社QUESTクエスト） 2017年3月
- 雑誌　武道・武術専門誌月刊「秘伝」（BABジャパン）2025年4月号「テコンドー驚異の蹴撃」
- 雑誌　武道・武術専門誌月刊「秘伝」（BABジャパン）2025年8月号「テコンドー必勝の蹴撃」
- DVD　「テコンドー必勝のチャギ」（BABジャパン）2025年7月発売

## 著書
- 「跆拳道 TAEKWON-DO（テコンドー）」テコンドー・ファラン朴武館15周年記念誌（2015年朴東洋武道学院 発行）